# Godwin Aguda
Godwin Wanbe Aguda, född 30 december 1997, är en nigeriansk fotbollsspelare (anfallare) som spelar för Falkenbergs FF.